# اندیس کوه رودبار
کوه رودبار یک اندیس فلزی است که در حوالی شهر سمنان استان سمنان قرار دارد و مادهٔ معدنی موجود در آن، سرب و روی است.  